# Palacio Campino Irarrázaval
El Palacio Campino Irarrázaval es un edificio ubicado en la comuna de Santiago. Está declarado como Inmueble de Conservación Histórica por la Municipalidad de Santiago.

## Historia
Fue construido en 1912 por los arquitectos Alberto Cruz Montt y Ricardo Larraín Bravo, y en él habitaron Carlos Campino Larraín y Trinidad Irarrázaval Correa. De estilo ecléctico, posee 3 plantas y una superficie construida de 3057 m² sobre un terreno de 1182 m², y en su planta baja posee un acceso para los automóviles y las habitaciones del personal de servicio, mientras que la residencia se encontraba en las dos plantas superiores, a las que se accede mediante una escalera de mármol que posee sus muros decorados por el artista Carlos Alegría.
Hacia inicios de la década de 1940 el edificio era ocupado por la Dirección General de Informaciones y Cultura (DIC). El palacio sirvió como residencia oficial de Juan Antonio Ríos durante su mandato como presidente de la República (1942-1946), viviendo allí junto a su esposa, Marta Ide Pereira; por dicha razón, el edificio también ha sido mencionado en algunas ocasiones como «Palacio Ríos». Posteriormente, la residencia sirvió como sede de la Dirección de Aeronáutica, incluyendo en su planta baja al Museo Aeronáutico hasta 1953.
En 1956, siendo presidente de la República Carlos Ibáñez del Campo, el palacio fue adquirido —mediante un préstamo otorgado por la Caja de Previsión de la Defensa Nacional (Capredena)— por el Círculo de Oficiales en Retiro de las Fuerzas Armadas «General Adolfo Silva Vergara», encabezado en aquel entonces por Arturo Merino Benítez, convirtiéndose en su sede principal.